# 피칠레무
피칠레무(스페인어: Pichilemu)는 칠레 리베르타도르헤네랄베르나르도오이긴스 주에 위치한 도시이자 코무나로 카르데날카로 현의 현도이며 면적은 749.1km2, 높이는 27m, 인구는 12,251명(2012년 기준)이다. 도시가 설립된 시기는 1544년 1월 24일이다. 도시 이름은 마푸둥군어로 "작은 숲"을 뜻한다.